# Гърбонакилена змия
Гърбонакилената змия (Atretium schistosum) е вид змия от семейство Смокообразни (Colubridae). Видът не е застрашен от изчезване.

## Разпространение
Разпространен е в Индия, Непал и Шри Ланка.

## Описание
Популацията на вида е стабилна.